# Llanllwni
Llanllwni è un centro abitato del Galles, situato nella contea del Carmarthenshire.